# Augsburger Höhenweg
Der Augsburger Höhenweg ist ein hochalpiner Steig in den Lechtaler Alpen, Tirol/Vorarlberg, Österreich. Er wurde 1910 von der Sektion Augsburg des Deutschen Alpenvereins angelegt und ist in Bergwanderer- und -steigerkreisen als anspruchsvoller und langer Höhenweg bekannt.

## Wegverlauf
Der Augsburger Höhenweg verbindet die Augsburger Hütte (2298 m) mit der Ansbacher Hütte (2376 m). Bei normalen Verhältnissen beträgt die Gehzeit 8 bis 10 Stunden. In Wegmitte, auf der Parseierscharte, steht als Notunterkunft die Augsburger Biwakschachtel (Roland-Ritter-Biwakschachtel).
Von der Augsburger Hütte geht es zunächst noch ohne besondere Schwierigkeiten entweder über den Gatschkopf und die Patrolscharte oder direkt durch die Gasillschlucht zum Wegweiser unterhalb der Patrolscharte. Den Grinner Ferner querend und die Bocksgartenspitze südlich umgehend wird der Ostgrat des Dawinkopfes erreicht. Über den Grat geht es luftig auf den Dawinkopf. Nach dem Abstieg zur Dawinscharte wird mithilfe guter Sicherungen die markante Gelbe Scharte überquert. Nach Querung der Eisrinne (oft heikel) und der Nordflanken von Feuerkopf und Eisenspitze (ausgesetzt und durch Steinschlag gefährdet) erreicht man die Parseierscharte mit der Augsburger Biwakschachtel. Nun durch die tobeldurchzogenen Südhänge von Griesmutte-, Schwarzloch- und Stierlochkopf zum Winterjöchl. Ab hier auf gutem Steig über die Kopfscharte zur Ansbacher Hütte.

## Schwierigkeitsgrad
Der Augsburger Höhenweg ist ein hochalpiner Steig in Höhen bis fast 3000 m. Der Weg weist einige Passagen auf, die auch geübten Bergsteigern Probleme bereiten können oder bei ungünstigen Verhältnissen gefährlich sind. Auf Grund seiner Länge und der Schwierigkeiten gilt er als sehr anspruchsvoller Höhenweg. Dies gilt insbesondere bei schlechten Bedingungen (Vereisung) in den zu querenden Nordflanken zwischen Dawinkopf und Parseierscharte 2606 m. Auf der Parseierscharte liegt die Augsburger Biwakschachtel. Diese ist unbewirtschaftet, stets offen und bietet 4 Schlafplätze. Von ihr aus ist ein Notabstieg nach Süden möglich.